# Tamara
Tamara ist ein weiblicher Vorname.

## Herkunft und Bedeutung
Der Name Тамара Tamara ist die russische Variante des hebräischen, biblischen Namens תָּמָר tāmār und bedeutet „Dattelpalme“.

## Verbreitung
Der Name Tamara erfreut sich international großer Beliebtheit.
In Deutschland ist der Name mäßig populär. Seine höchste Platzierung erreichte er im Jahr 1991 mit Rang 70 der beliebtesten Mädchennamen. Im Jahr 2021 belegte Tamara Rang 307 der am häufigsten vergebenen Mädchennamen in Deutschland.

## Varianten
- Englisch: Tamera, Tamra, Tammara
  - Diminutiv: Tami, Tammi, Tammie, Tammy
- Georgisch: თამარა Tamara, თამარ Tamar
- Griechisch: Θάμαρ Thámar
  - LXX: Θημάρ Thēmár (für die Tochter Davids), Θαμάρ Thamár (für die Schwiegertochter Judas)
- Hebräisch: תָּמָר tāmār, תְּמָרָה təmārâ
- Lettisch: Tamāra
- Russisch: Тамара Tamara
  - Diminutiv: Тома Toma
- Ungarisch: Tamara

## Namenstag
Der Namenstag von Tamara wird am 29. Dezember gefeiert.

## Namensträgerinnen
Tamara / Thamara
- Tamara Amhoff-Windeler (1945–2013), deutsche Fotografin und Modedesignerin
- Tamara Anthony (* 1977), deutsche Journalistin
- Tamara Bach (* 1976), deutsche Schriftstellerin
- Thamara Barth (* 1974), deutsche Schauspielerin
- Tamara Boroš (* 1977), kroatische Tischtennisspielerin und -trainerin
- Tamara Bösch (* 1989), österreichische Handballspielerin
- Tamara Bunke (1937–1967), Kämpferin in der Guerilla-Truppe um Che Guevara in Bolivien
- Tamara Choitz (* 1958), deutsche Altphilologin
- Tamara Danz (1952–1996), deutsche Sängerin
- Tamara Dietl (* 1964), deutsche Journalistin, Autorin und Beraterin
- Tamara Duda (* 1976), ukrainische Schriftstellerin und Übersetzerin
- Tamara Ehlert (1921–2008), deutsche Lyrikerin und Erzählerin
- Tamara Feldman (* 1980), US-amerikanische Schauspielerin
- Tamara Funiciello (* 1990), Schweizer Politikerin (SP)
- Tamara Gorski (* 1968), kanadische Schauspielerin
- Tamara Grcic (* 1964), deutsche Künstlerin serbischer Abstammung (Fotografie, Filme, Videos und Installationen)
- Tamara Heribanová (* 1985), slowakische Schriftstellerin und Journalistin
- Tamara Hope (* 1984), kanadische Schauspielerin und Musikerin
- Tamara Hundorowa (* 1955), ukrainische Literaturwissenschaftlerin
- Tamara Jenkins (* 1962), US-amerikanische Drehbuchautorin, Schauspielerin und Regisseurin
- Tamara Platonowna Karsawina (1885–1978), russische Balletttänzerin und Tanzpädagogin
- Tamara Klink (* 1967), deutsche Schachspielerin kasachischer Herkunft
- Tamara Korpatsch (* 1995), deutsche Tennisspielerin
- Tamara Lebedewa (* 1938), russische Chemikerin und Buchautorin
- Tamara de Lempicka (1898–1980), Malerin des Art déco polnischer Abstammung
- Tamara Lukasheva (* 1988), ukrainisch-deutsche Jazzmusikerin und Bandleaderin (Gesang, Piano, Komposition)
- Tamara Lund (1941–2005), finnische Opernsängerin und Schauspielerin
- Tamara Lunger (* 1986), italienische Skibergsteigerin
- Tamara Mazzi (* 1992), deutsche Politikerin (Die Linke)
- Tamara McKinney (* 1962), US-amerikanische Skirennfahrerin
- Tamara Mello (* 1976), US-amerikanische Schauspielerin
- Tamara Mesíková (* 2006), slowakische Skispringerin
- Tamara Faye Messner (1942–2007), US-amerikanische christliche Sängerin, Evangelistin, Unternehmerin und Autorin
- Tamara Metelka (* 1972), österreichische Schauspielerin und Dozentin
- Tamara Gräfin von Nayhauß (* 1972), deutsche Fernsehmoderatorin
- Tamara Nossowa (1927–2007), sowjetische bzw. russische Schauspielerin
- Tamara Obrovac (* 1962), kroatische Jazzmusikerin (Gesang, Flöte, Komposition)
- Tamara Podemski (* 1977), kanadische Schauspielerin
- Tamara Press (1937–2021), sowjetische Kugelstoßerin und Diskuswerferin
- Tamara Ramsay (1895–1985), deutsche Kinder- und Jugendbuchautorin
- Tamara Rohloff (* 1961), deutsche Theater- und Film-Schauspielerin
- Tamara Rojo (* 1974), spanische Balletttänzerin und Choreografin
- Tamara Romera Ginés (* 1995), spanische Schauspielerin
- Tamara Schädler (* 1977), liechtensteinische Skirennläuferin
- Tamara Scheer (* 1979), österreichische Historikerin
- Tamara Schijff (* 1982), niederländische Sportlerin
- Tamara Simunovic (* 1973), deutsche Schauspielerin
- Tamara Smbatjan (* 1995), ukrainische Handballspielerin
- Tamara Štajner (* 1987), österreichisch-slowenische Violistin, Performerin und Schriftstellerin
- Tamara Steiner (* 1997), österreichische Biathletin
- Tamara Stuparich De La Barra, US-amerikanische Filmproduzentin
- Tamara Taylor (* 1970), kanadische Schauspielerin
- Tamara Tippler (* 1991), österreichische Skirennläuferin
- Tamara Todevska (* 1985), nordmazedonische Pop-Sängerin
- Tamara Trampe (1942–2021), deutsche Filmemacherin
- Tamara Toumanova (1919–1996), russisch-amerikanische Balletttänzerin und Schauspielerin
- Tamara Tunie (* 1959), US-amerikanische Schauspielerin
- Tamara Ustinov (* 1945), britische Film- und Theaterschauspielerin
- Tamara Macarena Valcárcel (* 1984), Künstlername Tamara, spanische Sängerin
- Tamara Vidali (* 1966), italienische Automobilrennfahrerin
- Tamara Vučić (* 1981), serbische Journalistin, Ehefrau des serbischen Präsidenten Aleksandar Vučić
- Tamara Wernli (* 1972), Schweizer Moderatorin, Videobloggerin, Kolumnistin und Autorin
- Tamara Zidanšek (* 1997), slowenische Tennisspielerin